# La Blanca, Oaxaca
La Blanca är en ort i Mexiko.   Den ligger i kommunen Santo Domingo Ingenio och delstaten Oaxaca, i den sydöstra delen av landet, 600 km sydost om huvudstaden Mexico City. La Blanca ligger 62 meter över havet och antalet invånare är 1 223.
Terrängen runt La Blanca är platt söderut, men norrut är den kuperad. Runt La Blanca är det mycket glesbefolkat, med 6 invånare per kvadratkilometer. Närmaste större samhälle är Unión Hidalgo, 19,9 km sydväst om La Blanca. Omgivningarna runt La Blanca är en mosaik av jordbruksmark och naturlig växtlighet.